# Curtonotum anus
Curtonotum anus – gatunek muchówki z rodziny Curtonotidae.
Gatunek ten opisany został w 1830 roku przez Johanna Wilhelma Meigena jako Diastata anus.
Muchówka o ciele długości od 6 do 7 mm. Głowę ma żółtą o dobrze rozwiniętych, skrzyżowanych szczecinkach zaciemieniowych. Czułki cechuje długie, pierzaste owłosienie aristy. Barwa tułowia jest brązowawożółta z ciemnymi, podłużnymi pasami na śródpleczu. Skrzydła mają żyłkę kostalną przerwaną w dwóch miejscach, a komórkę dyskoidalną zlaną z tylną komórką bazalną. Barwa odwłoka jest brązowawożółta z ciemnymi kropkami.
Owad znany z Hiszpanii, Francji, Belgii, Austrii, Włoch, Polski, Czech, Słowacji, Węgier, Albanii, europejskiej części Rosji i wschodniej Palearktyki aż po Kraj Nadmorski. Zasiedla wilgotne lasy liściaste.